# Anoratha nabalua
Anoratha nabalua là một loài bướm đêm trong họ Erebidae.